# VM i nordisk skiløb 2005
Verdensmesterskaberne i nordisk skiløb 2005 blev arrangeret af FIS og afviklet i Oberstdorf i Tyskland i perioden 16. – 27. februar 2005. Oberstdorf var for anden gang vært ved et VM; første gang var VM 1987. 
Ved stævnet vendte skihop på lille bakke for hold tilbage på programmet, efter at det ikke havde været med to år forinden. De dobbelte langrendsløb med henholdsvis klassisk og fri stil blev forlænget i forhold til VM to år før. Nu blev kvindernes løb på to gange 7,5 km mod tidligere to gange 5 km, mens mændenes løb tilsvarende blev forøget fra to gange 10 km til to gange 15 km. Endvidere kom holdsprint på programmet denne gang. Endelig kom der en ændring i tidsberegningen i nordisk kombineret, hvor 1 point forskel i skihop tidligere havde udløst 1,5 sekunders forskel i langrend, så det nu svarede til 1 sekund.

## Medaljevindere

### Langrend

#### Mænd
| Disciplin                               | Guld                                                         | Guld      | Sølv                                                         | Sølv      | Bronze                                                               | Bronze    |
| --------------------------------------- | ------------------------------------------------------------ | --------- | ------------------------------------------------------------ | --------- | -------------------------------------------------------------------- | --------- |
| Individuel sprint, 1,2 km klassisk stil | Vasilij Rotjev                                               |           | Tor Arne Hetland                                             |           | Thobias Fredriksson                                                  |           |
| Holdsprint, fri stil                    | Tor Ruud Hofstad Tor Arne Hetland                            | 14:08,6   | Jens Filbrich Axel Teichmann                                 | 14:12,4   | Dušan Kožíšek Martin Koukal                                          | 14:13,4   |
| 15 km intervalstart, fri stil           | Pietro Piller Cottrer                                        | 34:44,9   | Fulvio Valbusa                                               | 35:00,9   | Tor Ruud Hofstad                                                     | 35:03,9   |
| 15 km + 15 km, klassisk + fri stil      | Vincent Vittoz                                               | 1:19:20,5 | Giorgio Di Centa                                             | 1:19:21,3 | Frode Estil                                                          | 1:19:21,3 |
| 50 km samlet start, fri stil            | Frode Estil                                                  | 2:30:10,1 | Anders Aukland                                               | 2:30:10,8 | Odd-Bjørn Hjelmeset                                                  | 2:30:11,5 |
| 4 × 10 km                               | Odd-Bjørn Hjelmeset Frode Estil Lars Berger Tor Ruud Hofstad | 1:39:04,4 | Jens Filbrich Martin Schlütter Tobias Angerer Axel Teichmann | 1:39:22,1 | Nikolaj Pankratov Vasilij Rotjev Jevgenij Dementev Nikolaj Bolsjakov | 1:39:23,1 |

#### Kvinder
| Disciplin                            | Guld                                                                               | Guld      | Sølv                                                                                    | Sølv      | Bronze                                                               | Bronze    |
| ------------------------------------ | ---------------------------------------------------------------------------------- | --------- | --------------------------------------------------------------------------------------- | --------- | -------------------------------------------------------------------- | --------- |
| Individuel sprint, 0,9 km fri stil   | Emelie Öhrstig                                                                     |           | Lina Andersson                                                                          |           | Sara Renner                                                          |           |
| Holdsprint, klassisk stil            | Hilde Gjermundshaug Pedersen Marit Bjørgen                                         | 11:19,7   | Riitta-Liisa Lattila Pirju Manninen                                                     | 12:22,5   | Julija Tjepalova Alena Sidko                                         | 12:23,3   |
| 10 km intervalstart, fri stil        | Kateřina Neumannová                                                                | 26:27,6   | Julija Tjepalova                                                                        | 26:28,8   | Marit Bjørgen                                                        | 26:42,8   |
| 7,5 km + 7,5 km, klassisk + fri stil | Julija Tjepalova                                                                   | 42:16,8   | Marit Bjørgen                                                                           | 42:32,5   | Kristin Størmer Steira                                               | 42:42,7   |
| 30 km samlet start, fri stil         | Marit Bjørgen                                                                      | 1:27:05,8 | Virpi Kuitunen                                                                          | 1:27:14,7 | Natalja Baranova-Masalkina                                           | 1:27:16,1 |
| 4 × 5 km                             | Vibeke Skofterud Hilde Gjermundshaug Pedersen Kristin Størmer Steira Marit Bjørgen | 57:15,7   | Larisa Kurkina Natalja Baranova-Masalkina Jevgenija Medvedeva-Arbusova Julija Tjepalova | 57:23,3   | Gabriella Paruzzi Antonella Confortola Sabina Valbusa Arianna Follis | 58:05,4   |

### Nordisk kombination
| Disciplin                     | Guld                                                      | Guld    | Sølv                                                             | Sølv    | Bronze                                                       | Bronze  |
| ----------------------------- | --------------------------------------------------------- | ------- | ---------------------------------------------------------------- | ------- | ------------------------------------------------------------ | ------- |
| Stor bakke + 10 km jagtstart  | Ronny Ackermann                                           | 20:15,6 | Magnus Moan                                                      | 20:26,7 | Kristian Hammer                                              | 20:53,3 |
| Lille bakke + 15 km jagtstart | Ronny Ackermann                                           | 38:56,2 | Björn Kircheisen                                                 | 38:57,6 | Felix Gottwald                                               | 38:59,4 |
| Hold (stor bakke + 4 × 5 km)  | Petter Tande Håvard Klemetsen Magnus Moan Kristian Hammer | 49:45,5 | Sebastian Haseney Georg Hettich Björn Kircheisen Ronny Ackermann | 49:52,6 | Michael Gruber Christoph Bieler David Kreiner Felix Gottwald | 49:52,9 |

### Skihop

#### Mænd
| Disciplin                | Guld                                                                 | Guld   | Sølv                                                        | Sølv   | Bronze                                                          | Bronze |
| ------------------------ | -------------------------------------------------------------------- | ------ | ----------------------------------------------------------- | ------ | --------------------------------------------------------------- | ------ |
| Individuelt, lille bakke | Rok Benkovič                                                         | 256,0  | Jakub Janda                                                 | 249,5  | Janne Ahonen                                                    | 249,0  |
| Individuelt, stor bakke  | Janne Ahonen                                                         | 313,2  | Roar Ljøkelsøy                                              | 306,2  | Jakub Janda                                                     | 304,2  |
| Hold, lille bakke        | Wolfgang Loitzl Andreas Widhölzl Thomas Morgenstern Martin Höllwarth | 970,5  | Michael Neumayer Martin Schmitt Michael Uhrmann Georg Späth | 964,0  | Primož Peterka Jure Bogataj Rok Benkovič Jernej Damjan          | 929,9  |
| Hold, stor bakke         | Wolfgang Loitzl Andreas Widhölzl Thomas Morgenstern Martin Höllwarth | 1137,3 | Shohei Tochimoto Takanobu Okabe Daiki Ito Noriaki Kasai     | 1122,9 | Bjørn Einar Romøren Sigurd Pettersen Lars Bystøl Roar Ljøkelsøy | 1113,5 |

### Medaljetabel
| Plac. | Land      | Guld | Sølv | Bronze | Total |
| ----- | --------- | ---- | ---- | ------ | ----- |
| 1.    | Norge     | 7    | 5    | 7      | 19    |
| 2.    | Tyskland  | 2    | 5    | -      | 7     |
| 3.    | Rusland   | 2    | 2    | 3      | 7     |
| 4.    | Østrig    | 2    | -    | 2      | 4     |
| 5.    | Finland   | 1    | 3    | 1      | 5     |
| 6.    | Italien   | 1    | 2    | 1      | 4     |
| 7.    | Tjekkiet  | 1    | 1    | 2      | 4     |
|       | Sverige   | 1    | 1    | 1      | 3     |
| 9.    | Slovenien | 1    | -    | 1      | 2     |
| 10.   | Frankrig  | 1    | -    | -      | 1     |
| 11.   | Canada    | -    | -    | 1      | 1     |